# Gustau Gili i Esteve
Gustau Gili i Esteve (Barcelona, 1906- 24 de gener de 1992) fou un empresari, mecenes, col·leccionista d'art català, fill de Gustau Gili i Roig i director durant molts anys de l'Editorial Gustau Gili, fundada pel seu pare. També fou president de l'Associació d'Amics dels Museus de Barcelona
Fou un dels agents culturals que va intervenir en la creació del Museu Picasso de Barcelona al Carrer de Montcada, al Barri de la Ribera. Era amic del pintor arran de la creació del llibre de bibliòfil de La tauromaquia o arte de torear, obra de Pepe Hillo il·lustrada per Picasso. També editaria el llibre Picasso, Las Meninas i la vida, de Jaume Sabartés.
Fou director de l'editorial entre 1945, quan va morir el seu pare, fins al 1992. Durant els anys 50 del segle xx va ser un dels responsables del procés d'internacionalització de la companyia i de la construcció d'un nou edifici. Fou membre del primer patronat de la Fundació Picasso-Reventós.
El seu fill, Gustau Gili i Torra va continuar amb la nissaga d'editors.

## Premis i reconeixements
- Medalla al Mèrit Artístic de la Ciutat de Barcelona